# سجل حقوق الإنسان في الولايات المتحدة
سجل حقوق الإنسان في الولايات المتحدة (يشار إليه بشكل غير رسمي باسم «تقرير الصين لحقوق الإنسان») هو منشور عن السجل السنوي لحقوق الإنسان في الولايات المتحدة الأمريكية، وينشره المكتب الإعلامي لمجلس الدولة للجمهورية الشعبية الصين. صدر التقرير لأول مرة في عام 1998 كرد فعل على ممارسة الولايات المتحدة لانتقاد الصين في تقاريرها القطرية السنوية الخاصة بممارسات حقوق الإنسان، والتي يستشهد بها كل تقرير من التقارير الصينية في الفقرة الأولى.

## ملخص
يتم نشر سجل حقوق الإنسان في الولايات المتحدة سنويًا كرد على الانتقادات الأمريكية لسياسات حقوق الإنسان في الصين في التقارير القطرية السنوية حول ممارسات حقوق الإنسان التي تنشرها وزارة الخارجية الأمريكية. ذكر التقرير الصيني الافتتاحي أن تقارير وزارة الخارجية "مليئة بالتشويهات والاتهامات المتعلقة بوضع حقوق الإنسان في أكثر من 190 دولة ومنطقة بما في ذلك الصين. ومع ذلك، فإن الولايات المتحدة تغض الطرف عن حالة حقوق الإنسان المروعة لديها ونادرا ما تذكر ذلك". وقالت إن الولايات المتحدة تستخدم قضايا حقوق الإنسان "كأداة سياسية لتشويه صورة الدول الأخرى والسعي لتحقيق مصالحها الإستراتيجية". وأكد التقرير أن "[وزارة الخارجية الأمريكية] أصدرت "تقارير الدول حول ممارسات حقوق الإنسان عامًا بعد عام لاتهام الدول الأخرى وإلقاء اللوم عليها فيما يتعلق بممارساتها في مجال حقوق الإنسان. هذه التحركات تكشف نفاق الولايات المتحدة بشكل كامل من خلال ممارسة معايير مزدوجة في مجال حقوق الإنسان وتصميمها الخبيث لمتابعة الهيمنة تحت ذريعة حقوق الإنسان." استمرت التقارير اللاحقة في توجيه انتقادات مماثلة لتقرير الولايات المتحدة.
تنتقد التقارير الصينية بشكل نموذجي القضايا الاجتماعية والاقتصادية المحلية في الولايات المتحدة، مثل الفقر والجريمة والعنصرية. بعض البيانات المذكورة في التقارير مستمدة من مصادر رسمية أو موثوقة؛ تتكون الأقسام الأخرى من مجموعة متنوعة من المواد الموجودة على الإنترنت، وقد يكون بعضها قصصياً.
فيما يتعلق بتقرير عام 2010، كتب فريد زكريا: «التقرير يفقد نفسه وينزع من الاتهامات الأكثر خطورة التي يوجهها بشأن معتقل جوانتانامو ومراكز المخابرات المركزية الأمريكية. يجب على الحكومة الصينية أن تنجز التقرير من قبل علماء صينيين جادين، من بينهم كثيرون، بدلاً من قسم الدعاية في الحزب الشيوعي، الذي يبدو أنه كتب هذا التقرير.»

## روابط خارجية
- «الصين تصدر التقرير السنوي لحقوق الإنسان» ، الشؤون السياسية
- رويترز، «الصين ترد على حقوق الإنسان»، سي إن إن

### التقارير التاريخية
- سجلات حقوق الإنسان في الولايات المتحدة 1998
- سجلات حقوق الإنسان في الولايات المتحدة 1999
- سجلات حقوق الإنسان في الولايات المتحدة 2000
- سجلات حقوق الإنسان في الولايات المتحدة 2001
- سجلات حقوق الإنسان في الولايات المتحدة 2002
- سجلات حقوق الإنسان في الولايات المتحدة 2003
- سجلات حقوق الإنسان في الولايات المتحدة 2004
- سجلات حقوق الإنسان في الولايات المتحدة 2005
- سجلات حقوق الإنسان في الولايات المتحدة 2006 نسخة محفوظة 10 يناير 2019 على موقع واي باك مشين.
- سجلات حقوق الإنسان في الولايات المتحدة 2007 نسخة محفوظة 24 مارس 2017 على موقع واي باك مشين.
- سجلات حقوق الإنسان في الولايات المتحدة 2008
- سجلات حقوق الإنسان في الولايات المتحدة 2009
- سجلات حقوق الإنسان في الولايات المتحدة 2010
- سجلات حقوق الإنسان في الولايات المتحدة 2011
- سجلات حقوق الإنسان في الولايات المتحدة 2013
- سجلات حقوق الإنسان في الولايات المتحدة 2014 نسخة محفوظة 24 فبراير 2017 على موقع واي باك مشين.
- سجلات حقوق الإنسان في الولايات المتحدة 2015
- سجلات حقوق الإنسان في الولايات المتحدة 2016
- سجلات حقوق الإنسان في الولايات المتحدة 2017
- سجلات حقوق الإنسان في الولايات المتحدة 2018 نسخة محفوظة 17 مارس 2019 على موقع واي باك مشين.
- سجلات حقوق الإنسان في الولايات المتحدة 2019